# Rio Uarga
O Rio Uarga, também chamado ou grafado Ouergha e Ouerrha (em francês: Oued Ouargha; em berbere: Asif n Wergha) é um curso de água do norte de Marrocos, que é afluente do Rio Cebu. O seu leito demarca o limite sul das montanhas do Rife e da região tradicional de Jebala.
O rio foi palco de uma batalha decisiva para a invasão francesa de Marrocos em 1924. Após fomentarem os conflitos entre as tribos nativas, os franceses avançaram com 12 000 homens, atravessando o Uarga e obtiveram uma grande vitória sem terem disparado um só tiro.
Nas partes mais altas da bacia hidrográfica do Uarga, no Médio Atlas, há populações de macaco-de-gibraltar, também chamado macaco da Barbaria, uma espécie de primatas ameaçada de extinção e a única no Norte de África.